# Карабаян
Карабаян — село в Тюлячинском районе Татарстана. Входит в состав Большенырсинского сельского поселения.

## География
Находится в северо-западной части Татарстана на расстоянии приблизительно 18 км на юг-юго-восток по прямой от районного центра села Тюлячи.

## История
Основано в период Казанского ханства. Основано в период Казанского ханства. В 1899 году вместо сгоревшей деревянной церкви начала XVIII века была построена Казанско-Богородицкая церковь (не сохранилась).

## Население
Постоянных жителей было: в 1782 году — 90 душ мужского пола, в 1859—499, в 1897—687, в 1908—783, в 1920—763, в 1926—670, в 1938—460, в 1949—353, в 1958—306, в 1970—191, в 1979—142, в 1989 — 74, 44 в 2002 году (татары 50 %, фактически кряшены, русские 46 %), 33 в 2010.

## Достопримечательности
Действует новая церковь, освященная в 2016 году,.